# Robert Steele (aviron)
Pour les articles homonymes, voir Robert Steele et Steele.
Robert Steele, né le 26 février 1893 et mort le 29 septembre 1969 à Bishops Sutton dans le Hampshire en Angleterre, est un rameur d'aviron britannique. 
Il participe aux Jeux olympiques d'été de 1936 à Berlin et aux Jeux olympiques d'été de 1952 à Helsinki en Finlande.